# 別列然卡 (喬爾特基夫區)
48°48′57″N 26°14′6″E / 48.81583°N 26.23500°E
別列然卡（烏克蘭語：Бережанка），是烏克蘭的村落，位於該國西部捷爾諾波爾州，由喬爾特基夫區負責管轄，面積1.03平方公里，海拔高度216米，2014年人口163，人口密度每平方公里229.4人。